# Córka lodowego olbrzyma
Córka lodowego olbrzyma (The Frost Giant’s Daughter) – krótkie opowiadanie Roberta E. Howarda napisane w 1932 roku, a opublikowane po raz pierwszy w zbiorze The Coming of Conan w 1953 roku.
Jest częścią cyklu opowiadań fantasy tego autora, których bohaterem jest potężny wojownik ery hyboryjskiej – Conan z Cymerii. Treścią opowiadania jest historia spotkania Conana z piękną i niebezpieczną Atali, córką czczonego w krajach północy boga lodu – Ymira.

## Fabuła
Znudzony urokami cywilizacji Conan powraca pomiędzy barbarzyńców. Przybywa do Asgardu, mroźnego kraju leżącego na północ od ojczystej Cymerii. Tam bierze udział w zbrojnej wyprawie Æsirów do Vanaheimu przeciwko Vanirom. Dochodzi do bitwy wśród pokrytych śniegiem i lodem gór, w trakcie której giną wszyscy, oprócz Conana, wojownicy obu stron. Wtedy przed oczyma zdumionego Cymeryjczyka na pokrytym trupami pobojowisku pojawia się piękna dziewczyna. Mimo trzaskającego mrozu jest odziana jedynie w welon. Zaintrygowany puszcza się za nią w pogoń, a ona śmiejąc się i drwiąc z niego prowokuje go do dalszego pościgu. Kiedy oboje przebiegli znaczny odcinek drogi, oczom Conana ukazały się dwie olbrzymie, groźnie wyglądające sylwetki wojowników. Dziewczyna zawołała do nich: „Bracia! Przyprowadziłam wam człowieka, abyście go zabili! Wyrwijcie mu serce, żebyśmy mogli je dymiące złożyć na stole naszego ojca!”. Wojownicy rzucili się na Conana, ale przecenili swoje siły. Po krótkiej walce obaj wojownicy byli martwi, a Conan rzucił się do dalszego pościgu za dziewczyną. Dziewczyna wciąż uciekała, ale już nie szydziła z niego ani się nie śmiała. Wyglądała na przerażoną i widać było, że jej siły słabną. Wtedy krzyknęła: „Ymirze! O mój ojcze, ocal mnie!”. Wówczas rozległy się błyskawice, a na śniegu pojawiły się oślepiające płomienie. Dziewczyna znikła, a Conan stracił przytomność. Odnaleźli go dopiero Æsirowie z innego oddziału, który spóźnił się na bitwę. Conan opowiedział im swoją przygodę. Jeden z Æsirów wyjaśnił mu, że spotkał Atali, córkę lodowego boga Ymira, która wabi swoim wdziękiem wojowników na pustkowie, gdzie jej bracia mordują ich i składają ich serca w ofierze Ymirowi.

## Adaptacje
Komiksy oparte na opowiadaniu Córka lodowego olbrzyma to:
- Conan the Barbarian #16 (Marvel Comics)[1]
- The Savage Sword of Conan #1 (Marvel Comics)[2]
- Conan #2 (Dark Horse Comics)[3]